# Chloridolum disconotatum
Chloridolum disconotatum är en skalbaggsart som först beskrevs av Maurice Pic 1939.  Chloridolum disconotatum ingår i släktet Chloridolum och familjen långhorningar. Inga underarter finns listade i Catalogue of Life.